# Judy Millar

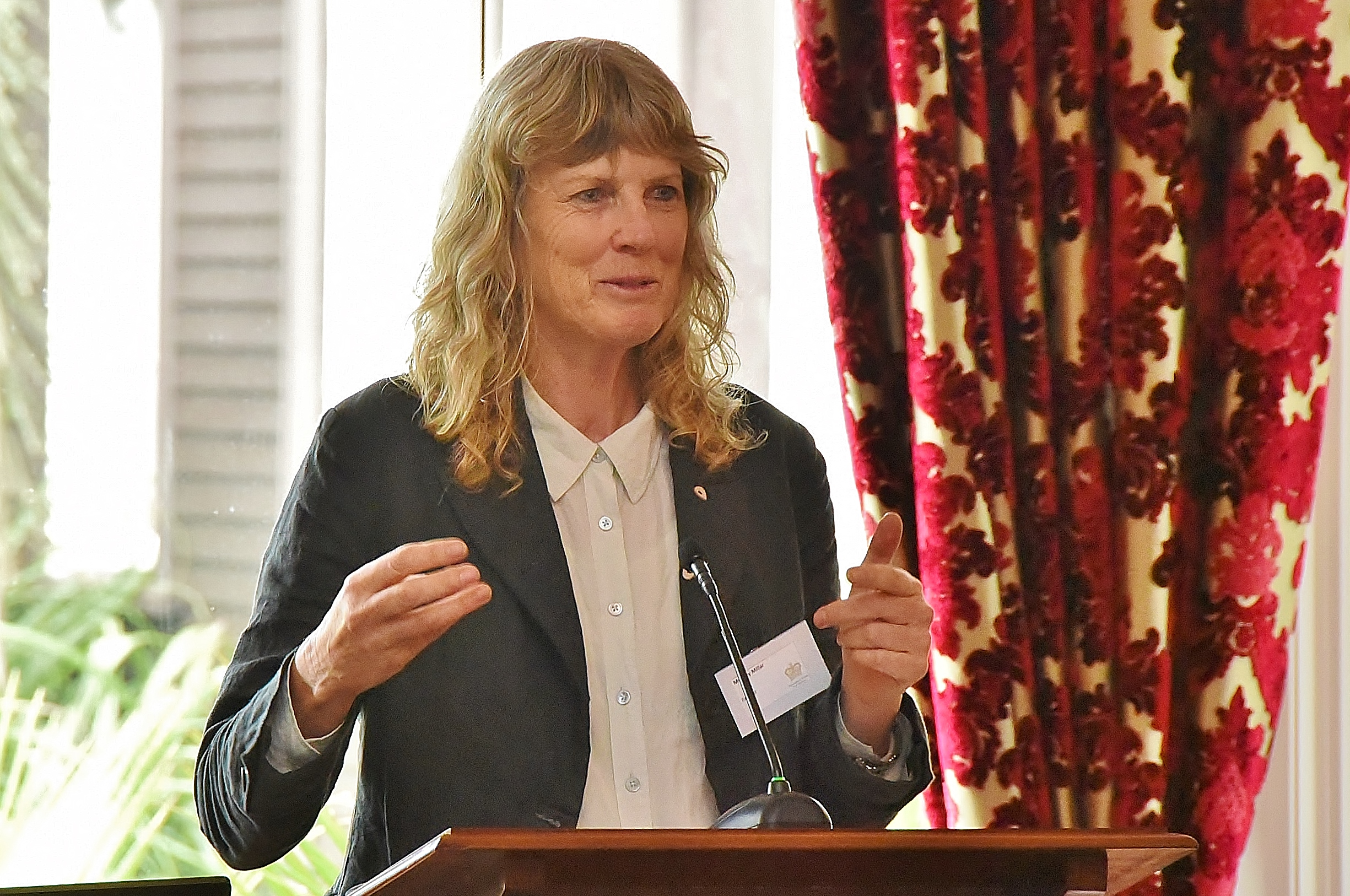
Judy Millar

Judy Millar (* 1957) ist eine zeitgenössische neuseeländische Malerin, die in Auckland, Neuseeland, und Berlin, Deutschland, lebt.

## Leben
Judy Millar erwarb 1980 einen Bachelor of Fine Arts (BFA) und 1983 einen Master of Fine Arts (MFA) an der Elam School of Fine Arts der University of Auckland, Neuseeland. Sie unterrichtet an der Elam School of Fine Arts der Universität Auckland.

## Werk
Judy Millars Arbeit ist seit mehreren Jahren durch die intensive Auseinandersetzung mit dem Erbe der informellen Malerei und des Abstrakten Expressionismus gekennzeichnet. Ihre zum Teil großformatigen Werke entstehen in einem permanenten Spannungsverhältnis zwischen gestisch wirkendem Auftrag und dem Entfernen, Verwischen und Abtragen von Farbe. Judy Millar geht es hierbei um die Ambivalenzen, die heute mit dem Begriff der Gestischen Malerei und ihrem Anspruch auf Authentizität und subjektive Integrität einhergehen.

## Preise und Auszeichnungen
Judy Millar ist Trägerin verschiedener Preise und Auszeichnungen.
- 1994 – Moët & Chandon Stipendium, Avize, Frankreich.
- 2002 – Preis des Wallace Arts Trust[2], Auckland, Neuseeland.
- 2006 – Erste Preisträgerin des McCahon House Residency Program, Auckland, Neuseeland[3]

## Ausstellungen
Judy Millar hatte eine Vielzahl von Gruppen- und Einzelausstellungen in Europa und Neuseeland. Ihre Arbeit fand dabei positive Resonanz. Angelika Affentrager-Krichrath bezeichnete in der Neuen Zürcher Zeitung ihre Arbeiten als „energetisch und überwältigend“, Andrea Hilgenstock nennt ihre Arbeiten „spektakulär“.
Informationen über Judy Millars Arbeiten können in neueren Publikationen zur Kunst Neuseelands gefunden werden (s. Literatur).
Judy Millar vertrat gemeinsam mit der Künstlerin Francis Upritchard im Jahr 2009 Neuseeland auf der 53. Biennale von Venedig und zeigte die Installation Giraffe-Bottle-Gun. Sie arbeitet mit Leonhard Emmerling, Kurator/Direktor von St. Paul St, AUT, Auckland, zusammen.
Judy Millar wird repräsentiert von Gow Langsford Gallery, Auckland, Hamish Morrison Gallery, Berlin, und Galerie Mark Müller, Zürich.